# Johannes Schläpfer (Verleger)
Johannes Schläpfer (* 1. September 1814 in Teufen; † 19. Juli 1872 in Trogen; heimatberechtigt in Rehetobel, ab 1870 Ehrenbürger von Trogen) war ein Schweizer Buchdrucker, Verleger und Politiker aus dem Kanton Appenzell Ausserrhoden.

## Leben
Johannes Schläpfer war ein Sohn von Leonhard Schläpfer, Mousselinfabrikant, und Elsbetha Walser, Witwe von Bartholome Lutz. Im Jahr 1846 heiratete er Elsbeth Fässler, Tochter von Michael Fässler, Gastwirt. Eine zweite Ehe ging er 1862 mit Maria Katharina Schläpfer, Tochter von Hans Heinrich Schläpfer, Fabrikant und Ratsherr, ein.
Er absolvierte eine Buchdruckerlehre in St. Gallen. 1835 und 1846 erwarb Schläpfer die beiden Trogener Buchdruckereien Meyer und Sturzenegger. Zu dieser Erwerbung gehörten die Appenzeller Zeitung, das Appenzeller Monatsblatt und der Appenzeller Kalender. Diese redigierte er fortan. Er verfügte im Kanton vorübergehend über das Pressemonopol. 1852 verkaufte er die Appenzeller Zeitung an seinen Neffen Michael Schläpfer. Ab 1854 druckte er die Appenzellischen Jahrbücher und von 1862 bis 1872 das Appenzeller Sonntagsblatt.
Ab 1847 bis 1850 und von 1852 bis 1862 war er Ratsherr. In den Jahren 1861 bis 1863 sass er im Ausserrhoder Grossrat.